# Cadaqués
Cadaqués és un municipi de l'Alt Empordà, a la costa del cap de Creus. El nucli antic forma un conjunt històric protegit com a bé cultural d'interès nacional.

## Geografia
- Llista de topònims de Cadaqués (Orografia: muntanyes, serres, collades, indrets..; hidrografia: rius, fonts...; edificis: cases, masies, esglésies, etc).

És el poble més oriental de Catalunya (així mateix de la peninsula Ibèrica) i de l'Alt Empordà. El terme municipal ocupa la major part de la costa de llevant de la península del cap de Creus. Aïllat per les muntanyes del Pení de la resta de l'Alt Empordà, Cadaqués va viure de cara al mar i pràcticament separat (per terra) de la resta de la comarca fins a les acaballes del segle xix. És un poble en el qual podem trobar mica lepidolita.

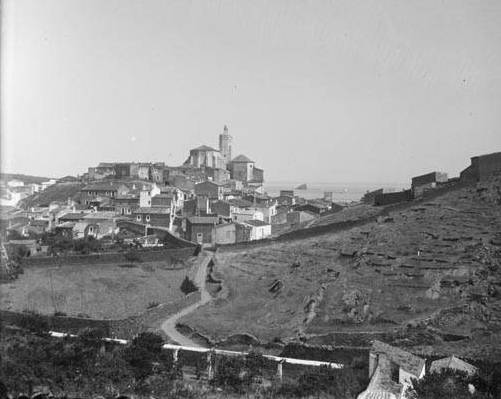
El poble de Cadaqués, en una imatge dels voltants de 1890.

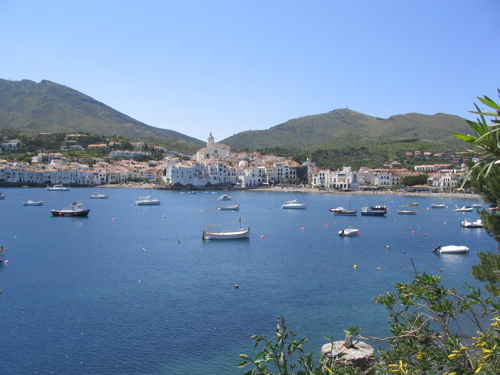
El poble de Cadaqués vist des del Colom

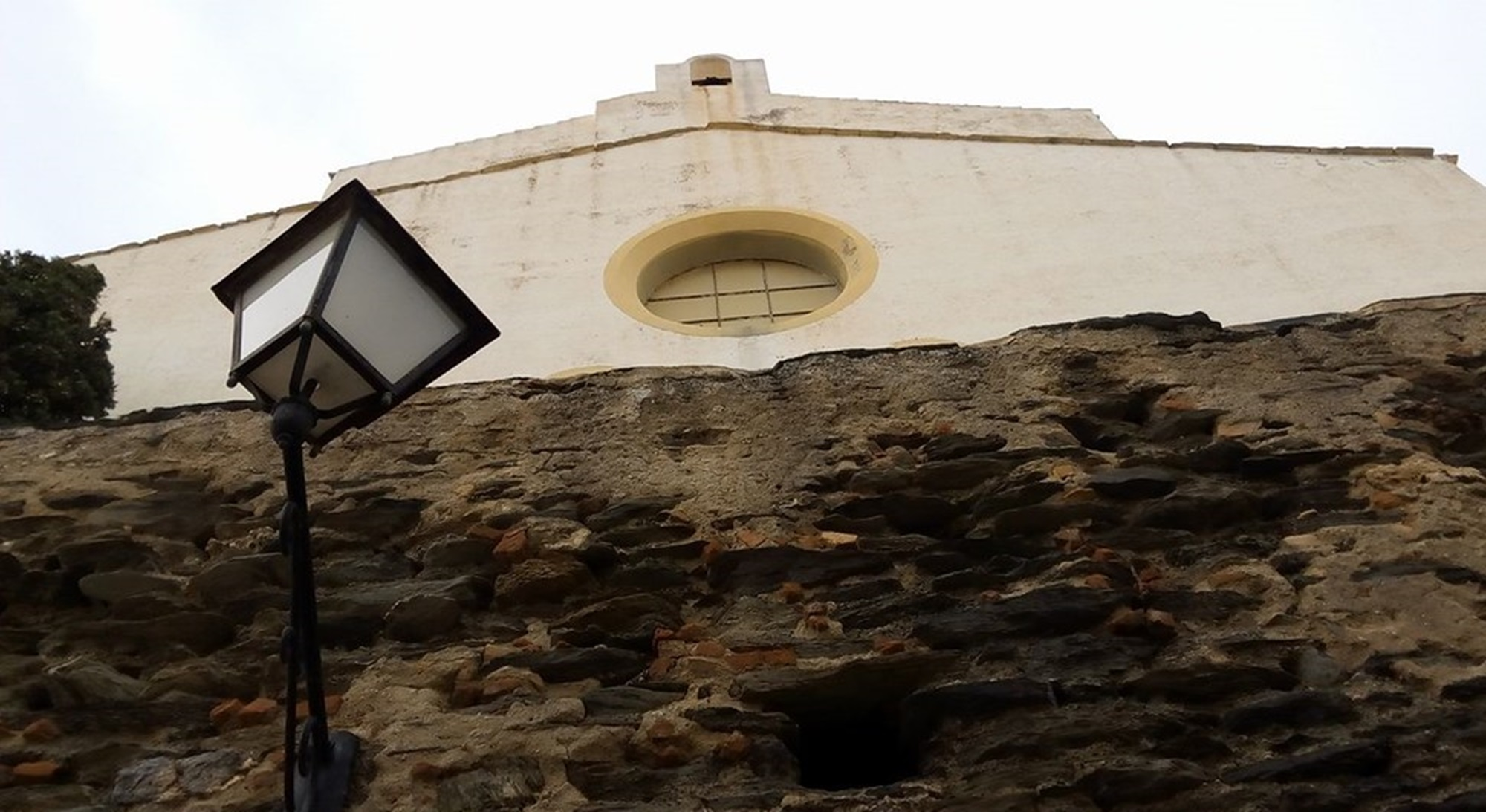
Vista molt original de l'Església

El terme municipal de Cadaqués s'estén a l'extrem de llevant de la península del cap de Creus, el punt més oriental de la península Ibèrica, en terrenys tallats irregularment pels vessants finals de la serra de Prades, que en arribar al mar, formen una costa molt accidentada, amb petites platges rocoses.
Una sèrie d'elements geològics, arquitectònics i ambientals configuren la imatge característica de Cadaqués: la llicorella grisa, les oliveres i les garrigues verdes, les terrasses fetes amb parets seques de gran perfecció que s'enfilen fins a les carenes i, sobretot, les cases blanques. La vila de Cadaqués, ubicada al fons de la badia del mateix nom, està abocada al mar i aïllada de l'interior per la muntanya del Pení i el puig dels Bufadors, que encerclen el territori. Des d'es Baluard, la vila s'obre a banda i banda, formant dues grans corbes sobre la badia, resseguida per la riba. Aquests sectors, a ponent (des de la meitat del Llané Gran) i a llevant (fins a la part posterior de les cases del carrer de Colom) de l'antiga vila, queden, juntament amb aquesta, també compresos dins l'àmbit del conjunt històric.
El nucli antic, que estigué emmurallat (encara se'n conserva el portal, emblanquinat), ocupa un turó rocós al cim del qual s'alça la característica i blanca església de Santa Maria, i s'estén fins arran de mar, fins a la cala del Llané Gran. Un seguit de carrers i carrerons estrets i costeruts, empedrats amb lloses i còdols de pissarra, i placetes recollides formen el conjunt arquitectònic del nucli antic de Cadaqués.

## Economia
Les activitats de subsistència van ser principalment la pesca i la vinya. Aquesta última va enriquir la comarca al segle xviii, però també la va arruïnar quan va arribar la plaga de la fil·loxera a finals del segle xix. Aquest fet va impulsar de manera notòria la migració cap a Amèrica.
Això no obstant, l'aïllament del poble es va convertir també en un factor de prosperitat: a l'inici del segle xx van començar a arribar-hi turistes que es van anar disseminant entre les diferents zones de més fàcil accés. Mentrestant, n'ignoraven els paratges més recòndits i, com a conseqüència, en conservaven la virginitat urbanística.

## Història
El 1030 es documenta, entre d'altres, el port de Cadaqués. Més endavant, apareix documentat sovint el castell i la vila de Cadaqués i, el 1279, l'església. Inicialment fou un condomini del monestir de Sant Pere de Rodes i del comtat d'Empúries. Els seus habitants, pescadors, gaudien del privilegi dels comtes d'Empúries de formar host o cavalcada només per accions originades al mar o des del mar.
Segons el que va escriure Ramon Muntaner a la seva crònica, la vila tingué un paper decisiu en la derrota de l’esquadra francesa de Guillem de Lodeva, que fondejava al golf de Roses durant la Croada contra la Catalunya, va ser destacat el paper d'un prohom major o cònsol provenent de Cadaqués conegut com "en Gras" i dos nebots seus; en Gras organitzà una discreta xarxa espionatge que va permetre avisar l'exèrcit català d'una concentració de forces franceses a la badia de Roses. Segons el cronista Bernat Desclot, fou a la badia de Cadaqués on, en el curs de les converses entre Roger de Llúria i el comte de Foix, Roger Bernat III, delegat del rei de França per a establir la pau, el l'almirall Roger, digué les conegudes paraules: “Mas no creu que nengun peix se gos alçar sobre mar si no porta un escut ab senyal del rei d’Aragó en la coa…” (en català actual: "No cregueu que cap paix gosi alçar-se sobre la mar si no porta un escut o senyal del rei d'Aragó a la cua..."
L'òrgan de govern de Cadaqués era un consell veïnal, o universitat com se'l coneixia aleshores', que consistia en un aplec de tots els veïns de la vila a la plaça o a l'església per discutir les qüestions i necessitats de la vila. Aquesta universitat tenia el dret de "fer vuitens i trentens dels fruits de la terra i del peix que es pescava a la mar", és a dir, tenia el dret d'imposar contribucions als singulars. Aquest tipus de govern es va donar segurament per l'aïllament geogràfic característic del poble, cosa que feia que l'autoritat dels comtes d'Empúries fos difícil d'aplicar-se. Després que el rei Martí l'Humà s'annexionés el comtat d'Empúries i, per tant, passés Cadaqués a estar sota el domini reial, el rei va haver d'enfrontar-se amb la singular administració de la vila. Segons Josep Pella i Forgas, el rei en descobrir aquest cas de democràcia directa "va quedar sorprès que un poble subsistís d'aquella manera en el seu temps corromput". Finalment, l'any 1403, el rei ordenà que la vila es regís per dotze prohoms elegits lliurement i que s'ocupessin amb exclusivitat dels seus interessos.
Al segle xv, durant els últims anys de la guerra civil catalana la vila fou lliurada al bàndol de les tropes reials de Joan II. Segons el dietari de la diputació del dia 19 de setemebre de 1470 "Aquest dia, el traïdor Joan Sequeres, de Cadaqués, en la nit hora captada, obrí lo portal de la dita vila i lliurà aquella als enemics del Principat de Catalunya (referint-se al partit reialista), poc tement Déu i la vergonya del món". Pocs mesos més tard, el 29 de desembre del mateix any, la vila seria recuperada per l'exèrcit de la Generalitat.
Durant els segles xiv i xv, i especialment durant el segle xvi, Cadaqués sofrí repetides vegades atacs de corsaris i pirates. L'any 1444, l'arxiu de la vila fou cremat durant un atac i l'any 1543, el famós corsari otomà Khair ed-Din Barba-rossa va saquejar la vila i cremar l'església. Recordant aquest últim atac, darrera de l'altar del Sant Crist de l'església de Cadaqués, s'hi va col·locar una pedra amb una inscripció que diu: "Octubre de 1543. Fou cremada l'església vella per los moros". Per protegir-se de futurs atacs pirates, es construïren torres de defensives. El 1655, al final de la Guerra dels Segadors, Cadaqués es rendí als francesos.
Entre els segles xiii al XVI el nucli de Cadaqués es formà dins el recinte de l'antic castell. D'aquest recinte primitiu es conserva un dels portals d'entrada, conegut com es Portal que condueix a través del carrer del Call a dalt turó, on es troba l'església de Santa Maria. També queda en peu la Torre de sa fusta d'es Baluard, on es troba l'actual casa de la Vila. De la mateixa manera, molts dels murs actuals de les cases de la Punta d'es Baluard estan formats per les restes d'aquesta antiga muralla.
A partir del segle xvii, es produeix un altre període marcat pels primers assentaments fora muralles, resseguint les línies de la costa. El 1683 es basteix la riba de Port Alguer i els porxos sortints de les dues primeres cases construïdes damunt d'ella, per així donar servei al port. D'aquest manera Port-Doguer es va convertir en el primer raval format a l'exterior de la muralla del Castell. Després de 1714, juntament amb la fi de les guerres, i passat el perill constant dels corsaris i pirates, les cases fora muralles es comencen a reproduir més ràpidament. Després de la liberalització del comerç amb Amèrica, gràcies al tractat del 1778, es produeix un cert renaixement de Cadaqués. En aquest moment, el tipus constructiu tradicional és marcat per la puresa i simplicitat dels porxos amb voltes i dels massissos murs emblanquinats.
L'últim moment destacat de l'evolució urbanística de Cadaqués es desenvolupa a les darreries del mil·lenni, durant els segles XIX i XX. És en aquest moment quan es comença a bastir sobre les ribes tot tipus d'edificacions, no solament les relacionades amb els serveis del port. Aquest auge ve donat pel creixement demogràfic que patia la zona, arribant al seu màxim exponent en el decenni del 1860, gràcies a l'explotació del conreu de la vinya i l'exportació de la garnatxa, la qual es suma a l'activitat pesquera. Posteriorment, l'any 1880 ve marcat per la fil·loxera i la davallada demogràfica que indirectament provocà. Aquesta tendència no es va canviar fins a l'arribada del turisme als anys seixanta.
Gràcies a l'obertura de la carretera a començaments de segle, es trencà l'aïllament del poble i provocà transformacions, tant a l'interior de la vila com a les ribes, on es continuà construint. Finalment a la dècada dels seixanta, coincidint amb el boom del turisme, comportà que molts integrants de la burgesia catalana, així com estrangers atrets per l'encant d'un país en vies de desenvolupament, hi assentessin les seves segones residències. Dintre d'aquest grup també es congregà un grup d'intel·lectuals que volien conservar trets del folklore i l'arquitectura tradicional, sense renunciar a la modernitat arquitectònica, fent-ho totalment compatible.

## Cultura

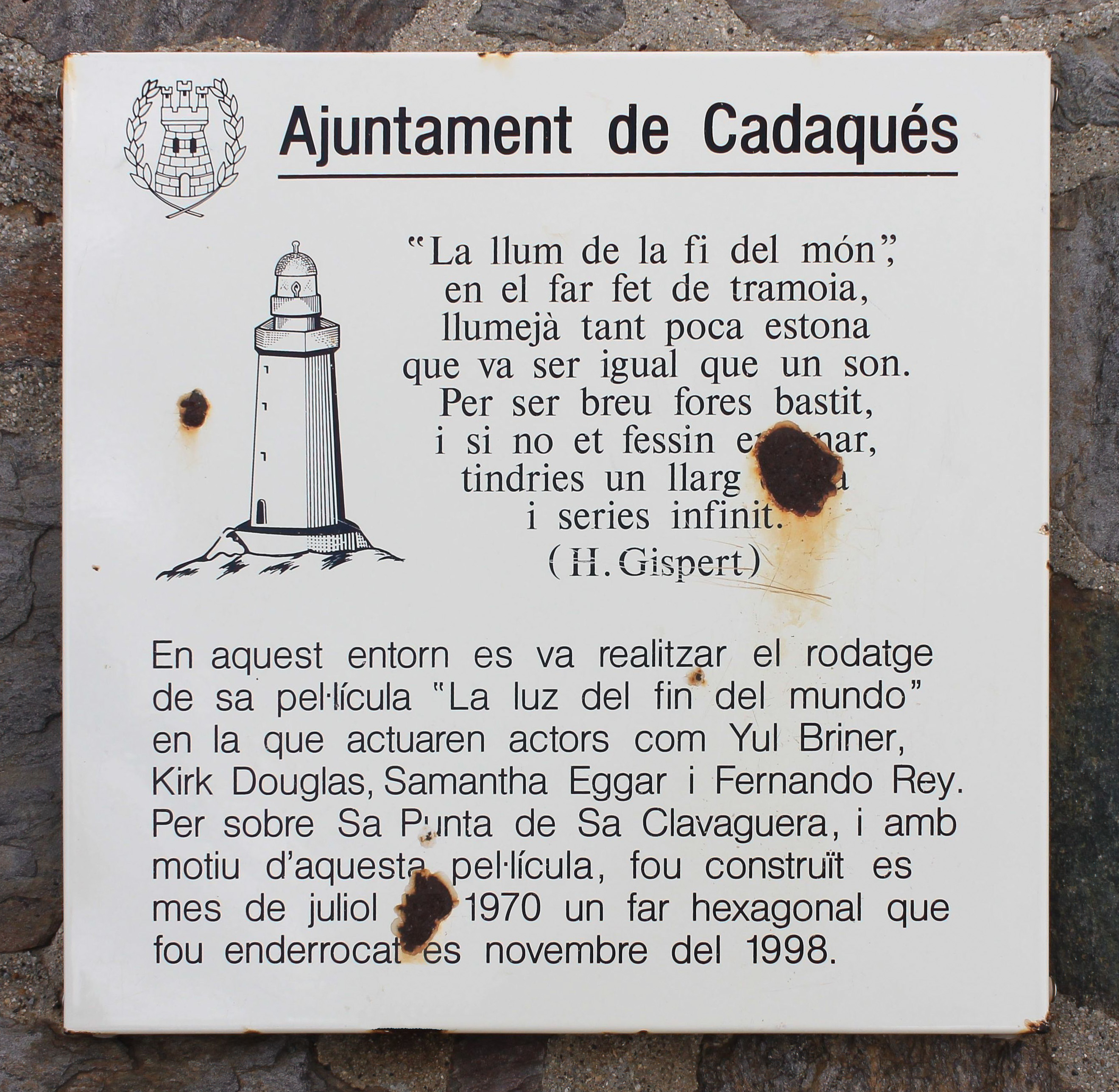
Placa informativa que té el text de la part inferior escrit en català salat, típic de Cadaqués

L'origen del topònim és "Cap de Quers", que s'entén com a "Cap de roques". El terme quers prové d'una arrel molt antiga que es pot trobar en diversos topònims de Catalunya (com Queralbs, Queralt), però també en zones veïnes o més llunyanes, com en els Alps (per exemple, la vall del Queiràs). És un topònim que es troba sovint en regions de muntanyes.
Un aspecte cultural important del poble és el seu característic català salat, sent Cadaqués un dels últims indrets de Catalunya on es fa servir aquesta parla. Mentre que a altres indrets de l'Empordà, on enguany es feia servir, en les últimes generacions han anat perdent el parlar salat, a Cadaqués encara persisteix i s'ha convertit en un senyal d'identitat del poble i de la seva gent. Això es pot haver donat pel característic aïllament geogràfic de la vila, que ha fet que els factors que van fer que es perdés el parlar salat a altres parts, no afectessin tant el poble.

El poble, situat a la badia del mateix nom, és presidit per l'església de Santa Maria, que conté un notable retaule barroc.

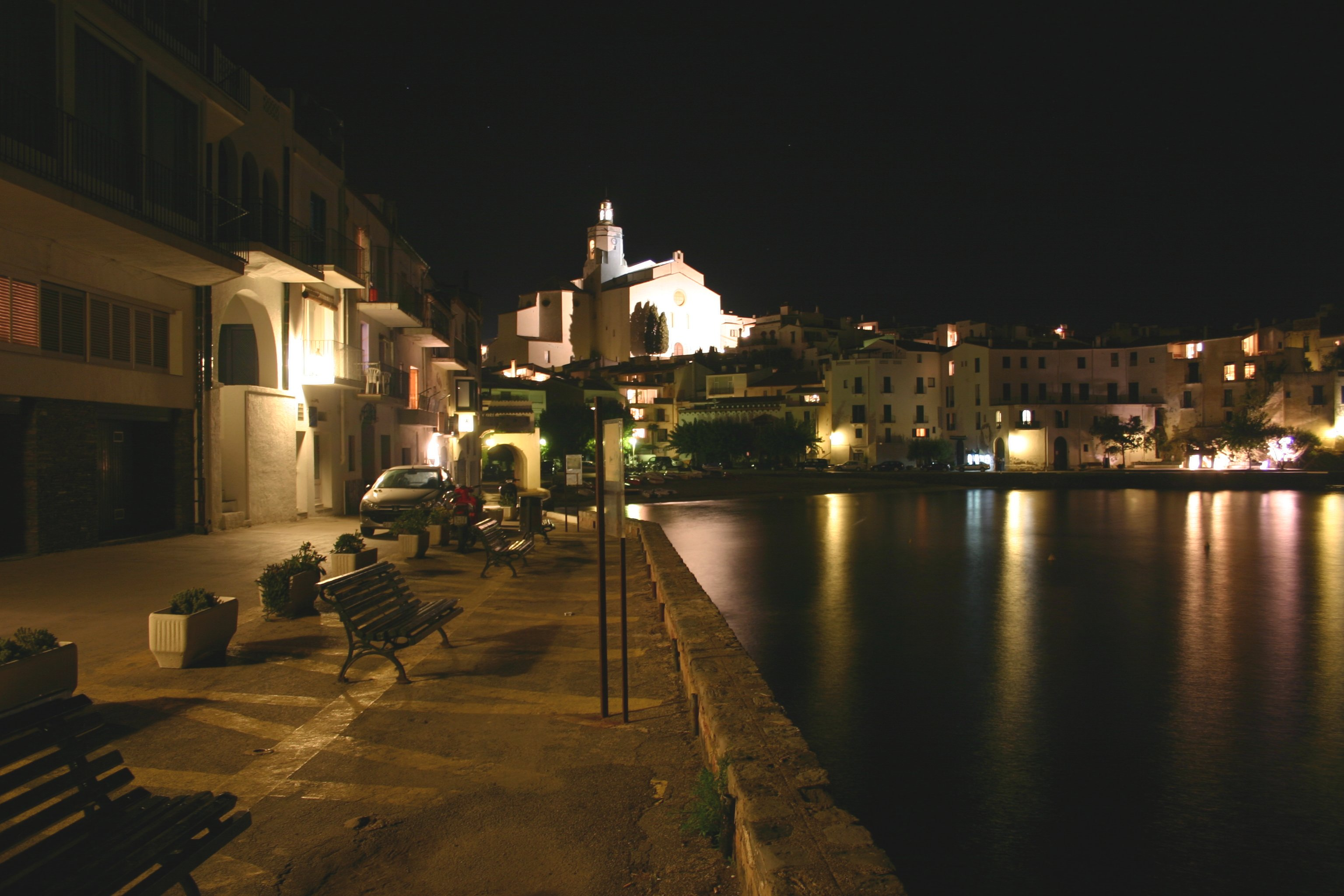
Cadaqués a la nit

Quan va tornar de Nova York, Salvador Dalí es va instal·lar a Portlligat, un port natural del municipi. La seva presència va fer que hi arribessin personatges tan destacats com García Lorca, Picasso o Walt Disney. L'artista francès Marcel Duchamp s'hi va instal·lar els estius des de 1958 i és ben coneguda la seva presència jugant a escacs al bar Melitón. Richard Hamilton, impulsor del Pop Art, anglès i seguidor de Duchamp, també freqüentà Cadaqués i exposà diverses vegades a la Galeria Cadaqués creada per l'arquitecte i galerista Lanfranco Bombelli. Molts altres artistes s'han vist seduïts per Cadaqués: Eliseu Meifrèn, Albert Ràfols-Casamada, Roca-Sastre, Àngel Planells (fill de Cadaqués), Tharrats, Eduard Arranz Bravo, Norman Foster, Ramon Aguilar Moré, Marc Aleu, Jordi Curós, Benguel, Rafael Bartolozzi, Shigeyoshi Koyama, Ramon Moscardó, Josep Moscardó, Francesc Todó, Josep Cruañas, Maria Girona, Isabel Garriga, Josep Rovira, Antoni Pitxot, Maurice Boitel, JC Vilallonga i escriptors com André Breton, Luís Romero, Josep Elias i molts altres, així com nombroses persones vinculades al món de les arts.
Des de l'any 1970 s'hi celebra el Festival Internacional de Música de Cadaqués, i des del 1986, el Premi Rosa Leveroni de poesia.

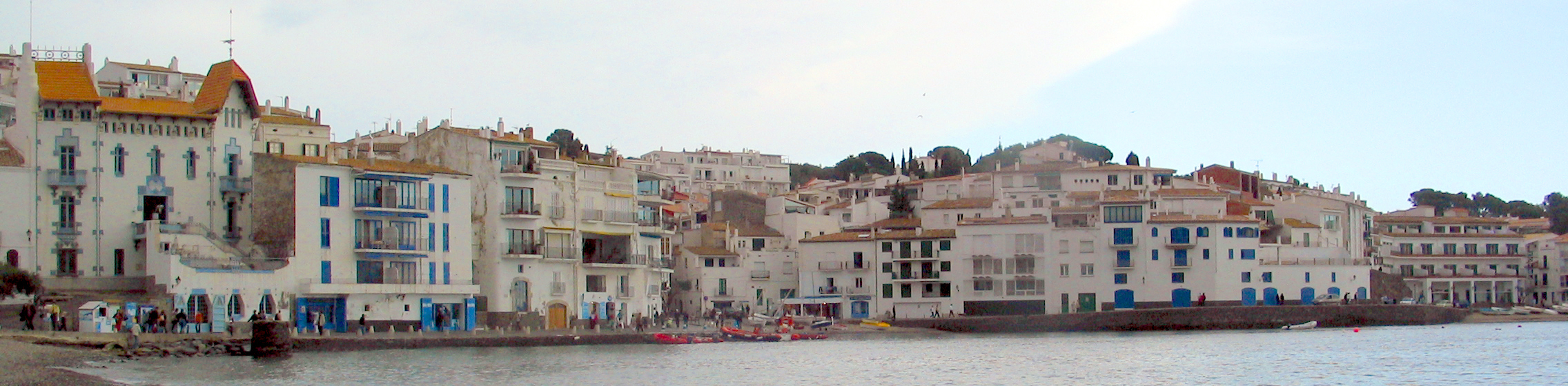
La riba, amb es Poal al centre.

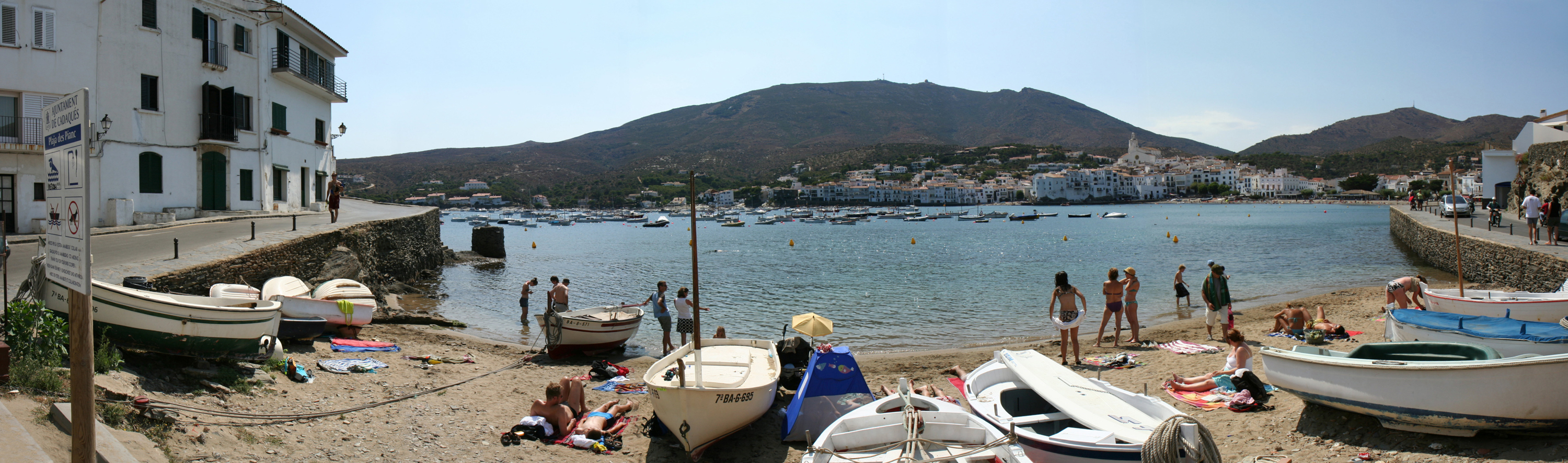
La platja des Pianc

## Anècdotes
El 23 d'abril de 1623, la galera Sant Maurici, patrona de les naus de la Generalitat de Catalunya, va fer escala al port de Cadaqués. Sembla que, desembarcada, la marineria feu xivarri per la vila fins que el poble, ofès, se'ls oposà fent fora a cops de pedra fins i tot el comandant de la nau, Francesc Sabater. Jeroni Pujades descriu els vilatans en el seu Dietari: «són la més vellaca y inurbana gent de tota la costa, gent bàrbara y feta per si sens rahó més de "nós ho volem e nós no ho volem"». Aviat, la Generalitat hi envià la Sant Maurici (anomenada també Maurícia) i la capitana, Sant Jordi, per posar ordre en nom del Rei; a això els cadaquesencs els contestaren que no reconeixien «ni rey ni roch, sinó al comte d'Empúries» i a continuació amenaçaren amb artilleria les naus, que s'hagueren de protegir a Port Lligat.

## Demografia
| 1497 | 1553 | 1787  | 1887  | 1900  | 1920  | 1950 | 1970  | 2010  | 2024  |
| 110  | 87   | 1.598 | 1.543 | 1.557 | 1.469 | 989  | 1.272 | 2.892 | 2.918 |

## Política
| Candidatura | Candidatura                                                  | Cap de llista            | Vots  | Regidors | % vots |
| ----------- | ------------------------------------------------------------ | ------------------------ | ----- | -------- | ------ |
|             | CiU - Convergència i Unió                                    | Joan Figueras i Pomés    | 450   | 5        | 42,29% |
|             | ERC-AM - Esquerra Republicana de Catalunya - Acord Municipal | Josep Lloret i Parellada | 550   | 6        | 51,69% |
|             | En blanc                                                     |                          | 64    |          | 6,02%  |
| Total       | Total                                                        | 1.064                    | 1.064 | 11       |        |

## Llocs d'interès
- Castell de Cadaqués o Torre de sa Fusta des Baluard, antic baluard, actualment Casa de la Vila, declarat Bé cultural d'interès nacional (BCIN).
- Ruïnes del Castell de Sant Jaume o de les Creus, declarat BCIN.
- Casa-Museu Salvador Dalí de Portlligat, declarat BCIN.
- Museu de Cadaqués
- Galeria Cadaqués
- Al cementiri hi ha tombes d'algunes personalitats, com: 
  - Peter Harnden (Londres, 1913 – Cadaqués, 1971), arquitecte i dissenyador
  - Mary Callery (Nova York, 1903 – París, 1977), escultora i col·leccionista
  - Quima Jaume (Cadaqués, 1934 - 1993), poeta
  - Lanfranco Bombelli Tiravanti, més conegut com a Franco Bombelli (Milà, 1921 - Cadaqués, 2008) pintor, arquitecte i galerista
- Caserna del cap de Creus.